# Praephippigera
Praephippigera is een geslacht van rechtvleugeligen uit de familie van de sabelsprinkhanen (Tettigoniidae). De wetenschappelijke naam van dit geslacht is voor het eerst voorgesteld door Ignacio Bolívar in een publicatie uit 1903.

## Soorten
Het geslacht Praephippigera  is monotypisch en omvat slechts de volgende soort:
- Praephippigera pachygaster (Lucas, 1849)